# カポン郡
座標: 北緯8度41分48秒 東経98度24分30秒 / 北緯8.69667度 東経98.40833度
カポン郡（カポンぐん）はタイ南部パンガー県の郡の一つ。

## 歴史
カポン郡はもともと古代都市ムアン・タコーラー（現タクワパー郡）領内の一集落であり、集落内をインド洋に向けて川が流れこんでいる。古来からインド商人が商売のために川を船で遡ってきていた。また川の両岸は沃野が広がっていたためにムアン・タコーラーの住民が数多く移住して集落を形成していた。現在ではこの川は鉱山から流れ出す泥が堆積して航行できなくなってしまった。1954年タムボン・カポン ムー2にあった郡庁舎をタムボン・ターナー、ムー2、パークタック村に移転した。

## 地理
カポン郡は北から時計回りにスラートターニー県パノム郡、パンガー県ムアンパンガー郡、ターイムアン郡、タクワパー郡に接する。
郡の森林の一部はカオラック・ラムルー国立公園に属する。

## 行政区分
カポン郡は5つのタムボンに分かれ、さらにその下位に22の村（ムーバーン）がある。郡内には1つのテーサバーン（自治体）があり、テーサバーンタムボン・ターナーは、タムボン・ターナーの一部を管理している。また、それぞれのタムボンはタムボン行政体により行政が行われている。  
| \| No. \| 名 \| タイ語 \| 村数 \| 人口 \| \| \| 1. \| タムボン・カポン \| กะปง \| 4 \| 1,785 \| \| \| 2. \| タムボン・ターナー \| ท่านา \| 4 \| 3,819 \| \| \| 3. \| タムボン・モ \| เหมาะ \| 4 \| 2,311 \| \| \| 4. \| タムボン・レー \| เหล \| 6 \| 2,579 \| \| \| 5. \| タムボン・ロムマニー \| รมณีย์ \| 4 \| 2,469 \| \| |                      |        |      |       |  |
| No. | 名                   | タイ語 | 村数 | 人口  |  |
| 1. | タムボン・カポン     | กะปง   | 4    | 1,785 |  |
| 2. | タムボン・ターナー   | ท่านา   | 4    | 3,819 |  |
| 3. | タムボン・モ         | เหมาะ  | 4    | 2,311 |  |
| 4. | タムボン・レー       | เหล    | 6    | 2,579 |  |
| 5. | タムボン・ロムマニー | รมณีย์   | 4    | 2,469 |  |

## 注脚
1. ↑  "อำเภอกะปง  จังหวัดพังงา" amphoe.com